# Barrett Doss
Barret Doss (* 20. března 1989, Minneapolis, Minnesota, Spojené státy americké) je americká herečka a zpěvačka, která se proslavila díky roli Victorie Hughes v dramatickém seriálu stanice ABC Station 19.

## Životopis a kariéra
Její rodiče se rozvedli a tak vyrůstala se svojí matkou Kelly Skalicky a její partnerkou Veronicou v Albuquerque v Novém Mexiku. Později se přestěhovaly do Chicaga a poté do New Yorku. Odmaturovala na škole Professional Children's School na Manhattanu. Navštěvovala jednu ze škol Newyorské univerzity, a to Gallatin School of Individualized Study. V New Yorku vystupovala v mimobroadwayských divadlech. V roce 2013 se poprvé objevila na televizní obrazovce v seriálu stanice NBC Studio 30 Rock. Později si zahrála v seriálech Lovci zločinců, Bull a Girls. V roce 2014 si poprvé zahrála v Broadway divadle v komediální hře You Can't Take It With You, po boku Jamese Earla Jonese a Rose Byrne.
V roce 2017 si zahrála v broadwayském muzikálu Groundhog Day. Za výkon získala cenu Theatre World Award v kategorii broadwayský objev roku. Později v roce 2017 byla obsazena do vedlejší role netflixového seriálu Iron Fist. Po boku Chadwicka Bosemana si zahrála ve filmu Marshall. Od roku 2018 hraje jednu z hlavních rolí seriálu stanice ABC Station 19. Současně se také objevuje ve vedlejší roli v seriálu Chirurgové.

## Filmografie
| Rok        | Název           | Role             | Poznámky                     |
| ---------- | --------------- | ---------------- | ---------------------------- |
| 2013       | Studio 30 Rock  | Eliza Lemon      | díl: „Hogcock!/Last Lunch“   |
| 2014       | Lovci zločinců  | Trainee          | díl: „Volání o pomoc“        |
| 2016       | The Family      | Astra            | díl: „I Win“                 |
| 2016       | Bull            | Kerry Ketchum    | díl: „Callisto“              |
| 2017       | Girls           | Zeva Carondelet  | díl: „Hostage Situation“     |
| 2017       | Iron Fist       | Megan            | vedlejší role, 7 dílů        |
| 2017       | Time After Time | Serena           | díl: „Suitcases of Memories“ |
| 2017       | Marshall        | Bertha Lancaster |                              |
| 2018–dosud | Station 19      | Victoria Hughes  | hlavní role                  |
| 2019–dosud | Chirurgové      | Victoria Hughes  | vedlejší role                |